# Chiesa della Sacra Famiglia (Bonate Sopra)
La chiesa della Sacra Famiglia è la parrocchiale di Ghiaie frazione di Bonate Sopra in provincia e diocesi di Bergamo; fa parte del vicariato di Mapello-Ponte San Pietro.

## Storia
La costruzione di una nuova chiesa, progettata dall'architetto Antonio Piccinelli, fu iniziata nel 1888 e già l'anno successivo il vescovo di Bergamo Gaetano Camillo Guindani consacrò l'altare dedicato a san Giuseppe dove sigillò le reliquie dei santi Alessandro di Bergamo e Bonifacio. Eretta a parrocchiale, con lo smembramento dalla parrocchia di Santa Maria Assuta e da Presezzo il 13 settembre 1932 con decreto del vescovo Luigi Maria Marelli. La chiesa era compresa nella vicaria di Ponte San Pietro.
Il riconoscimento civile la parrocchia lo ottenne con decreto del presidente della Repubblica Italiana, il 29 marzo 1944, il documento è conservato negli atti dell'archivio parrocchiale. Il vescovo Adriano Bernareggi consacrò la chiesa intitolandola alla Sacra Famiglia, il 24 agosto 1946.. Con la consacrazione il vescovo pose nella mensa dell'altare maggiore le reliquie dei santi Alessandro di Bergamo e Giovanni Bosco.
Nei primi anni del XXI secolo la chiesa fu oggetto di lavori di restauro conservativo.
Con decreto del 27 maggio 1979 del vescovo Giulio Oggioni la chiesa fu inserita nella vicaria locale di Mapello-Ponte San Pietro.

## Descrizione
L'edificio di culto è preceduto da un ampio sagrato delimitato da paracarri che lo divide all'assetto stradale, con la facciata intonacata divisa su due ordini dalla cornice marcapiano. La parte inferiore è tripartita da lesene complete di zoccolatura che percorre tutto l'esterno e complete di capitelli d'ordine corinzio. L'ingresso principale presenta paraste a semicolonne con alto basamento che reggono il timpano ad arco ribassato con modanature dove sono posti due angioletti e la cimasa con lo stemma vescovile. Una grande finestra rettangolare atta a illuminare l'aula è la sola apertura presente. La facciata è adornata dalle quattro stature poste nelle relative nicchie raffiguranti le tre virtù teologali e la Religione.